# Chiesa dell'India del Nord
La Chiesa dell'India del Nord (in inglese: Church of North India) è una delle principali denominazioni protestanti, membro del Consiglio metodista mondiale e della Comunione anglicana, che nel 1970 è diventata una provincia ecclesiastica indipendente. È uno dei tre successori della Chiesa d'Inghilterra nell'Asia meridionale, gli altri sono la Chiesa del Pakistan e la Chiesa dell'India del Sud. La fusione che era stata discussa nel 1929; arrivò tra la Chiesa dell'India, Pakistan, Birmania e Ceylon (anglicana), la Chiesa unita dell'India del Nord (congregazionalista e presbiteriana), le Chiese battiste dell'India del Nord (battisti britannici), la Chiesa dei fratelli in India, ritiratasi nel 2006, la Chiesa metodista (Conferenze britanniche e australiane) e le denominazioni dei Discepoli di Cristo.
La giurisdizione della CNI copre tutti gli stati della Repubblica dell'India ad eccezione dei quattro stati del sud (Andhra Pradesh, Karnataka, Kerala e Tamil Nadu) e conta circa 1.250.000 membri (0,1% della popolazione indiana) in 3.000 pastorati.

## Diocesi
In basso, come primate, c'è un moderatore che è un vescovo delle 27 diocesi:
| Diocesi                 | Sede        | Vescovo                          |
| ----------------------- | ----------- | -------------------------------- |
| Agra                    | Agra        | Samuel R Cutting                 |
| Amritsar                | Amritsar    | Pradeep Kumar Samantaroy         |
| Andamanen und Nikobaren | Car Nicobar | Christopher Paul                 |
| Barakpur                | Barrackpur  | Brojen Malakar                   |
| Bhopal                  | Bhopal      | Laxman L. Maida                  |
| Kalkutta                | Calcutta    | Ashok Biswas                     |
| Chandigarh              | Chandigarh  | Joel Vidyasagar Mal              |
| Chhattisgarh            | Raipur      |                                  |
| Chotanagpur             | Ranchi      | B B Baskey                       |
| Cuttack                 | Cuttack     | Samson Das                       |
| Delhi                   | Nuova Delhi | Sunil Kumar Singh                |
| Durgapur                | Durgapur    | Probal Kanto Dutta               |
| Osthimalaya             | Darjeeling  | Naresh Ambala                    |
| Gujarat                 | Ahmedabad   | Vinodkumar Mathushellah Malaviya |
| Jabalpur                | Jabalpur    | Prem Chand Singh                 |
| Kolhapur                | Kolhapur    | Bathuel Ramchandra Tiwade        |
| Lucknow                 | Prayagraj   | Maurice Edgar Dan                |
| Marathwada              | Aurangabad  | M. U. Kasab                      |
| Mumbai                  | Mumbai      | Prakash Dinkar Patole            |
| Nagpur                  | Nagpur      | Paul Dupare                      |
| Nashik                  | Ahmednagar  | Kamble Lemuel Pradip             |
| Nordostindien           | Shillong    | Purely Lyngdoh                   |
| Patna                   | Bhagalpur   | Philip Phembuar Marandih         |
| Phulbani                | Phulbani    | Bijay Kumar Nayak                |
| Pune                    | Pune        | Vijay Bapurao Sathe              |
| Rajasthan               | Ajmer       | Warris K. Masih                  |
| Sambalpur               | Balangir    | Pinuel Dip                       |